# モノリグノール

モノリグノール類の構造

モノリグノール (monolignol) はリグニンやリグナン生合成の原料となるヒドロキシケイ皮アルコール類縁体である。モノリグノールはアミノ酸であるフェニルアラニンから生合成される。なお、イネ科植物においてはチロシンを前駆体とする場合もある。モノリグノール生合成の第一段階はフェニルプロパノイド経路と共通しており、モノリグノールはフェニルプロパノイドに分類される。主要なモノリグノールとしては、コニフェリルアルコール、シナピルアルコール、p-クマリルアルコール (paracoumaryl alcohol) がある。植物はそれぞれの種が異なったモノリグノールを使用している。例えば、オウシュウトウヒに含まれるリグニンがほぼ完全にコリフェリルアルコール由来である様に裸子植物のリグニンはコニフェリルアルコールに由来するグアイアシル・リグニン(Gリグニン)である。一方、被子植物のリグニンにはGリグニンとシナピルアルコールに由来するシリンギル・リグニン(Sリグニン)が含まれる。なお、被子植物の中でもイネ科植物の草本リグニンはGリグニンとSリグニンの他、p-クマリルアルコールに由来するp-ヒドロキシフェニル・リグニン(Hリグニン)を多量に含んでいる特徴を持つ。Hリグニンは草本リグニンに特徴的であり、裸子植物や他の被子植物のリグニンにはほとんど含まれていない。その他、茎の曲がった部分に生じるあて材や植物の生育条件や生育時期によってリグニンの合成に用いられるモノリグノールの割合は変化する。
モノリグノールは、細胞質基質においてグルコシド（glucoside、グルコース配糖体）として合成される。グルコースが付加することにより、水溶性となり毒性が低減される。これらのグルコシドはモノリグノールの残基によってコニフェリンとかシリンギンと呼ばれる。これらのグルコシドは細胞膜を経由してアポプラスト (apoplast) へ輸送される。ここでグルコースが除去され、ペルオキシダーゼやラッカーゼによるモノリグノールの重合によりリグニンが生成する。